# ビラゾドン
ビラゾドン（Vilazodone）は、ビブライド（Viibryd）などの商品名で販売されている大うつ病性障害の治療に用いられる医薬品である。ビラゾドン投与による全般性不安障害の治療の研究がされていたが、2017年にその研究は中断された。投与法は経口である。 
一般的な副作用には、吐き気、下痢、睡眠障害があげられる。重度の副作用には、25歳未満の自殺念慮や自殺行為、セロトニン症候群、出血、躁病、抗利尿ホルモン不適合分泌症候群（SIADH）があげられる。投与量が急速に減少すると、離脱症候群が発生する場合がある。妊娠中や授乳中の人への投与は一般的に推奨されない。
セロトニンモジュレーター（serotonin modulator and stimulator、SMS）に分類される医薬品であり、選択的セロトニン再取り込み阻害薬（SSRI）と5-HT1A受容体の両方の活性化剤として作用すると考えられる。 
ビラゾドンは、2011年に米国で医薬品として承認された。2016年時点では、他の国では承認されていない。米国での1か月分の卸売価格は約261米ドルである。 